# جيمس ميلفيل (سياسي)
جيمس ميلفيل (بالإنجليزية: James Melville)‏ هو سياسي بريطاني (وحمل سابقاً جنسية المملكة المتحدة لبريطانيا العظمى وأيرلندا)، ولد في 20 أبريل 1885، وتوفي في 1 مايو 1931. حزبياً، نشط في حزب العمال. في الانتخابات العامة في المملكة المتحدة 1929 ‏، انتخب عضو برلمان المملكة المتحدة الـ35 عن دائرة Gateshead ‏ (30 مايو 1929 – 1 مايو 1931).